# دانشگاه باپتیست ماراناتا
دانشگاه باپتیست ماراناتا یک دانشگاه باپتیست خصوصی در واترتاون، ویسکانسین است. رئیس فعلی این دانشگاه مارتی ماریوت است که وظایف خود را در ترم بهار 2010 آغاز کرد و در 18 مارس 2010 منصوب شد.

## تاریخچه
این کالج در ۱۴ سپتامبر ۱۹۶۸ به‌عنوان کالج انجیلی باپتیست ماراناتا توسط بی. مایرون سدارهولم، یکی از اعضای انجمن بین‌المللی بنیاد باپتیست، تأسیس شد. این کالج از زمان تأسیس تاکنون بیش از ۵۰۰۰ فارغ‌التحصیل را ثبت کرده‌است. در ۱۳ دسامبر ۲۰۱۳، ماریوت اعلام کرد که ماراناتا نام خود را به دانشگاه باپتیست ماراناتا تغییر داده‌است تا نشان دهد «ماراناتا چه چیزی است و سال‌ها بوده‌است.» علیرغم نام قبلی، این دانشگاه یک دانشگاه مذهبی نیست. این دانشگاه در سال ۲۰۱۳ از عنوان IX مستثنی شد که به آن اجازه می‌دهد به دلایل مذهبی علیه دانشجویان دگرباشان جنسی تبعیض قائل شود.